# 汝城古祠堂群
湖南汝城的祠堂建设始于宋代，现存古代祠堂700余座，其中300余座保存或经修复后较好。现存最早的为大坪镇溪头村的“宋氏宗祠”，始建于南宋理宗绍定四年（1231年）；其兴盛于明清，现存建筑大部分为清代所建。

## 文物保护
汝城古祠堂有多处为列为省级和国家级重点文物保护单位。其中八角楼被列入第七批湖南省重点文物保护单位，土桥镇广安所村李氏宗祠，土桥镇金山村卢氏宗祠、叶氏宗祠，外沙乡外沙村太保第及太保墓被列入第八批湖南省重点文物保护单位中的汝城祠堂群，第九批中的“汝城古祠堂群增补点”包括范氏家庙、朱氏祠堂、中丞公祠、朱氏总祠、周氏宗祠、黄氏家庙。
第七批全国重点文物保护单位“汝城古祠堂群”包括上黄街“朱氏总祠”、津江“朱氏祠堂”、广安所“李氏宗祠”、“八角楼”、金山“卢氏家庙”、金山“叶氏家庙”、外沙“太保第”、先锋“周氏宗祠”、“周氏家庙”等9个点。

### 八角楼

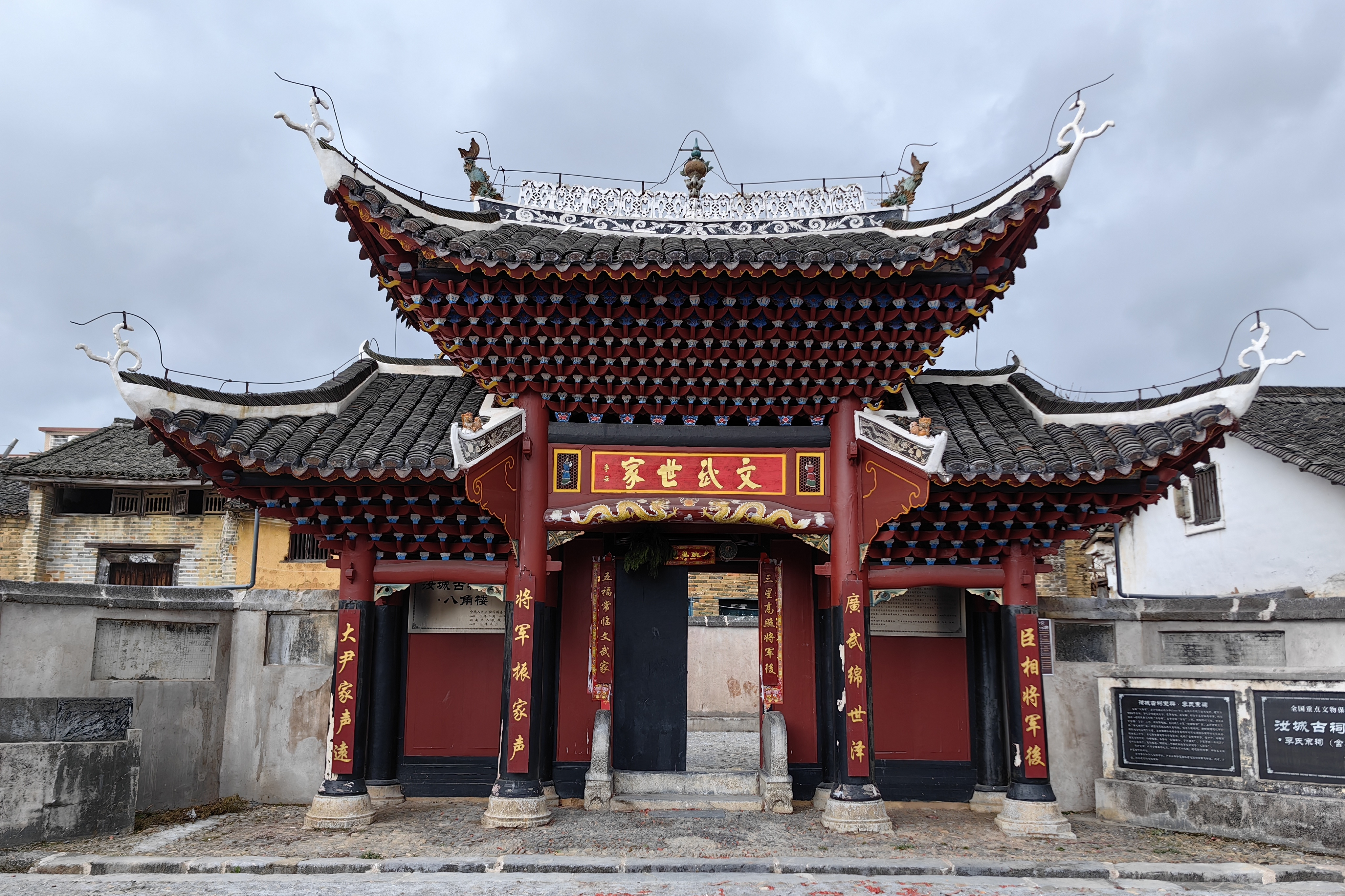
八角楼

又称文武世家木牌坊，位于土桥镇土桥村广安所，建于明朝弘治二年（1489年）。

### 李氏宗祠

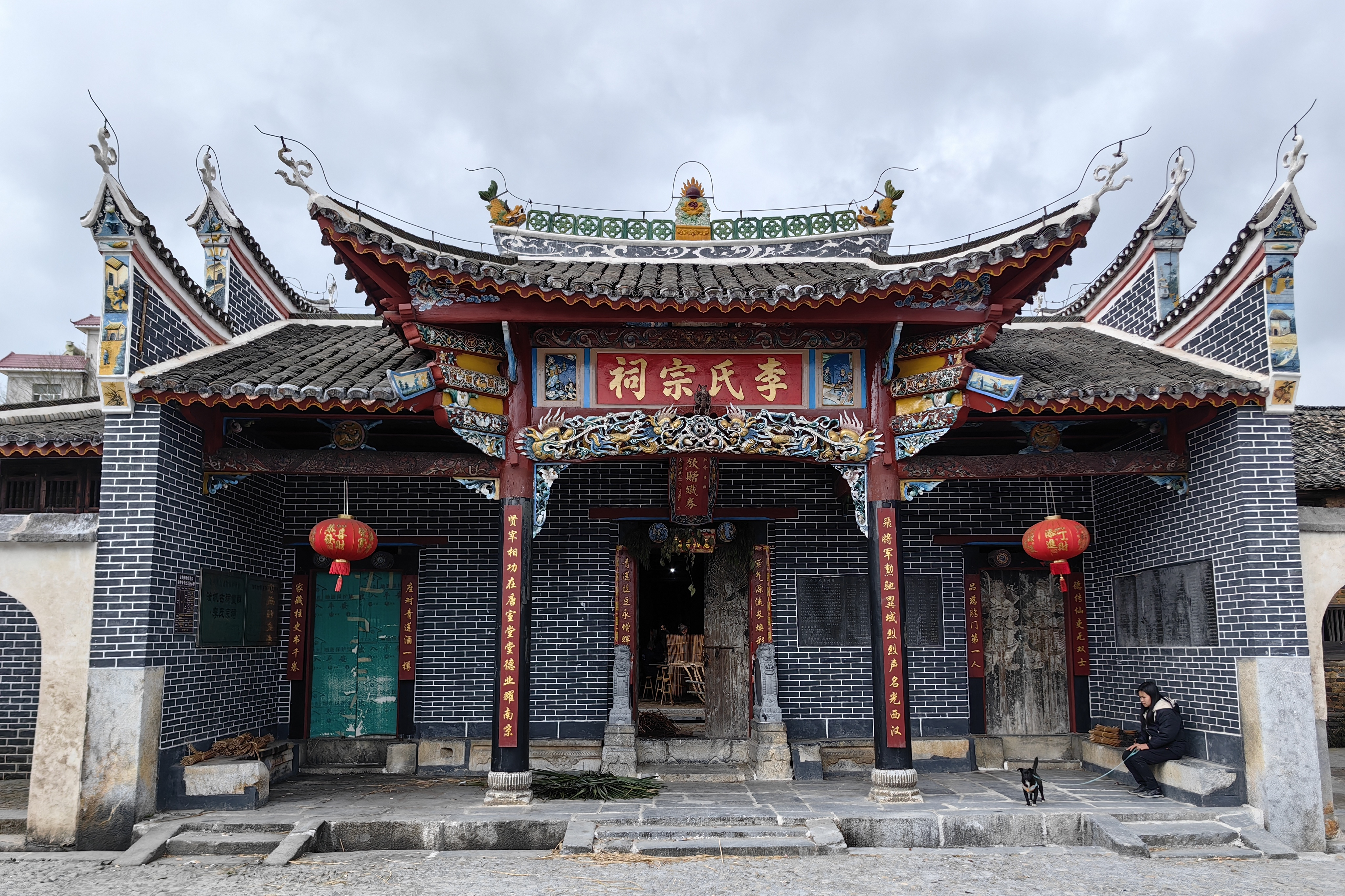
李氏宗祠

又称元勋第，位于土桥镇土桥村广安所，始建于明朝正统二年（1437年）。

### 卢氏家庙

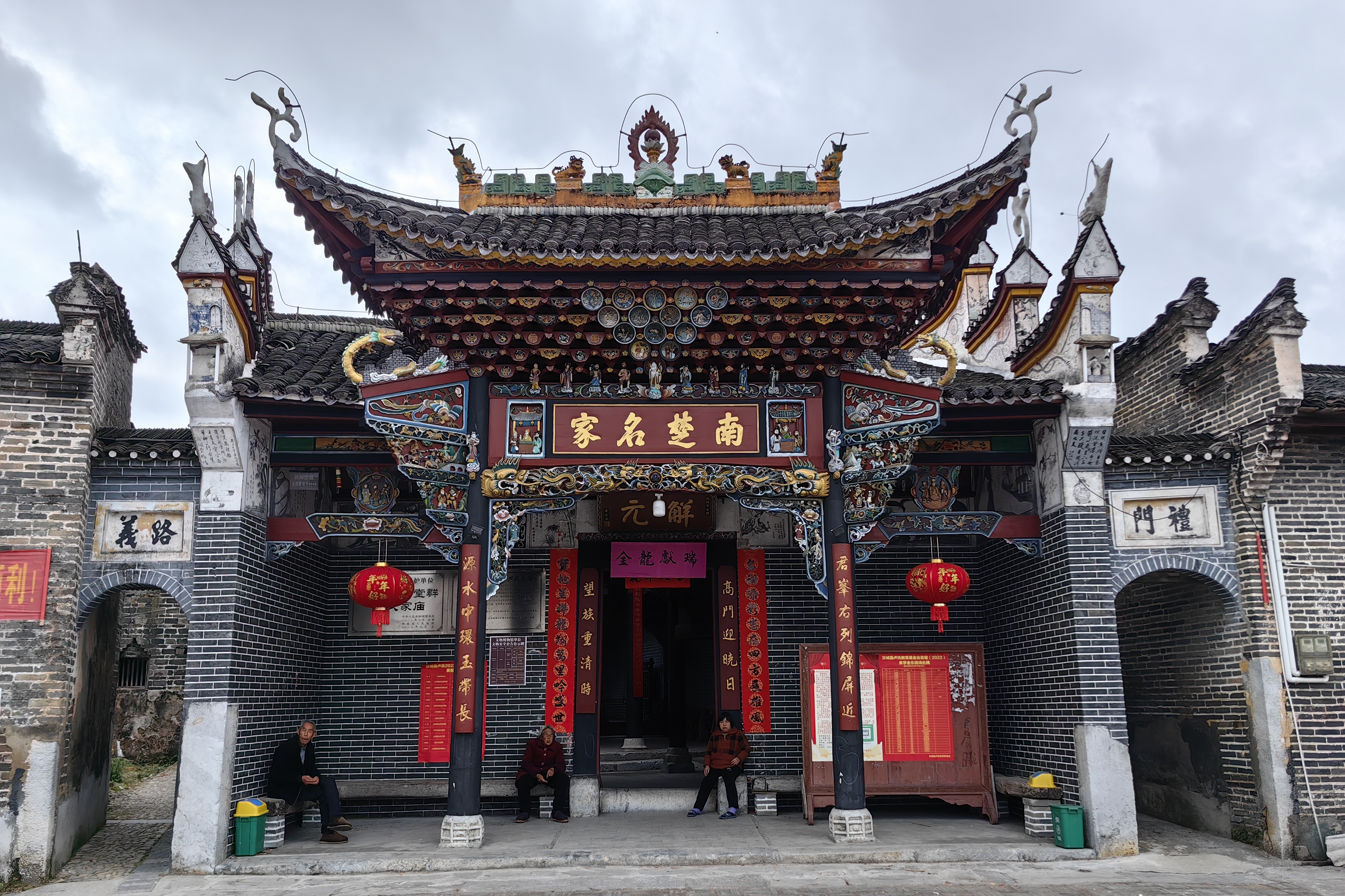
卢氏家庙

又称叙伦堂，位于土桥镇金山村，始建于明万历三十三年（1605年）。

### 太保第

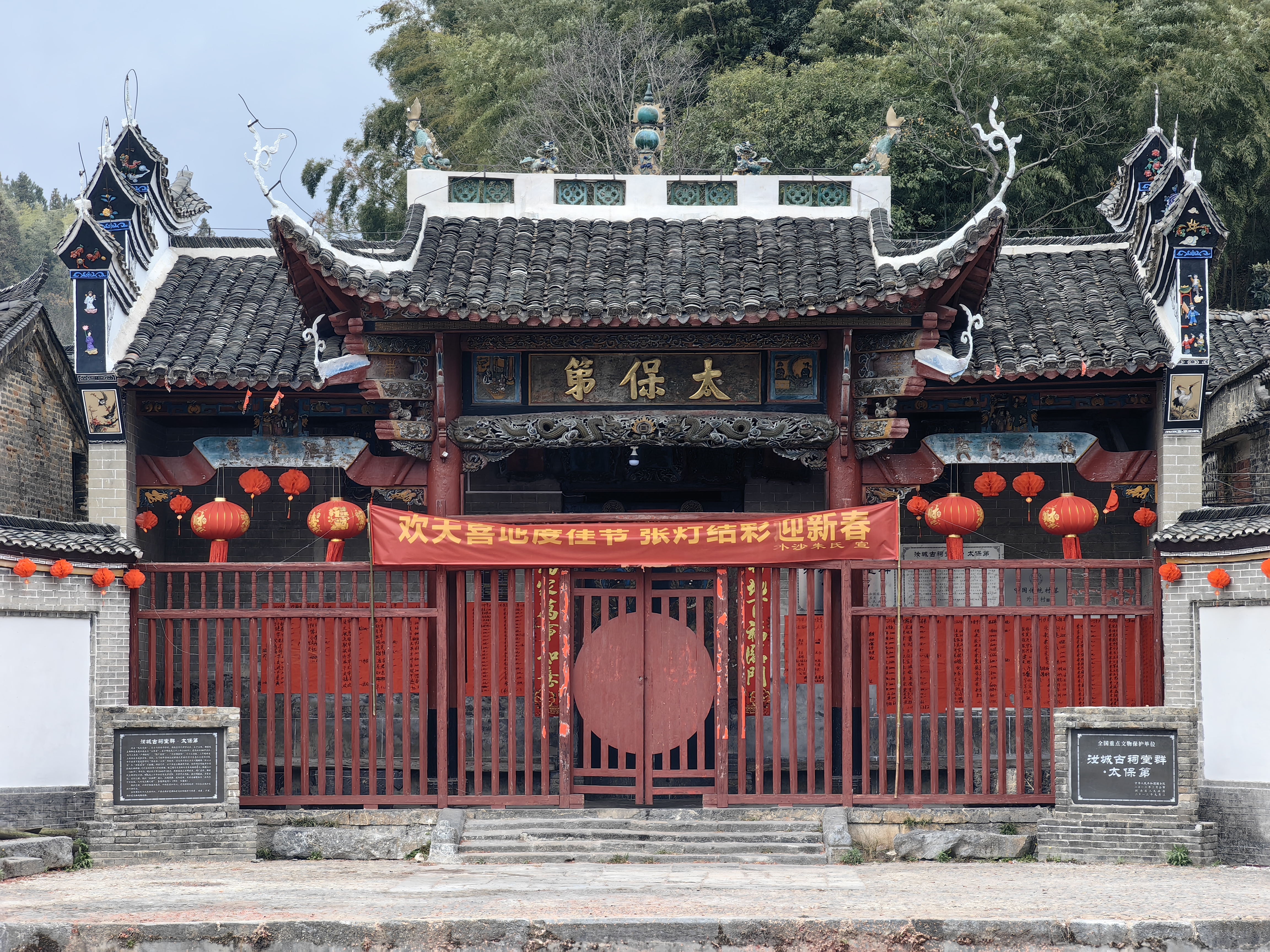
太保第

原名朱氏家庙，因纪念朱英而改名太保第，位于外沙乡外沙村，始建于明成化二十二年（1486年）。

### 叶氏家庙

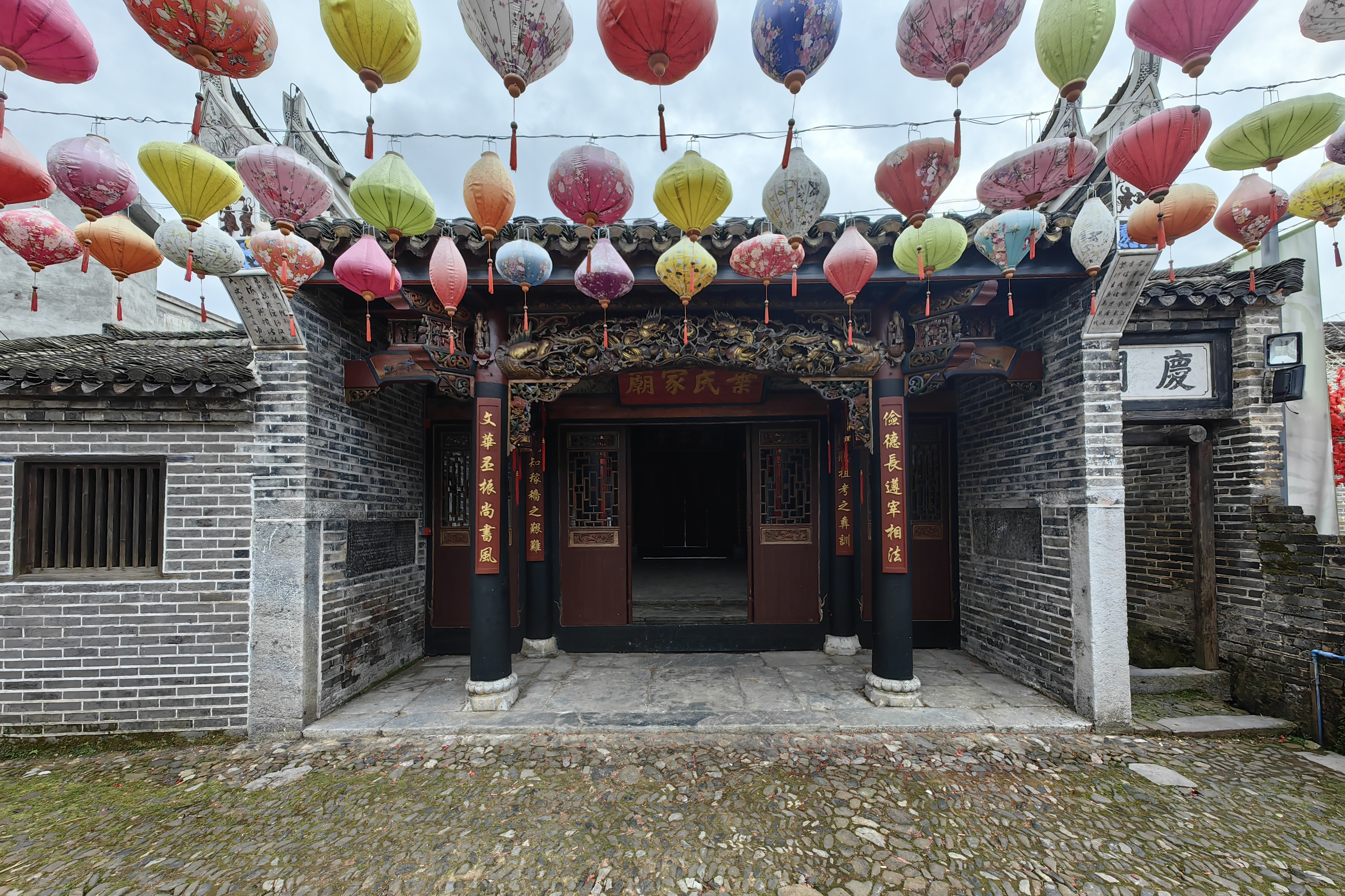
叶氏家庙

又称敦本堂，位于土桥镇金山村，始建于明弘治年间（1488年）。

### 周氏家庙

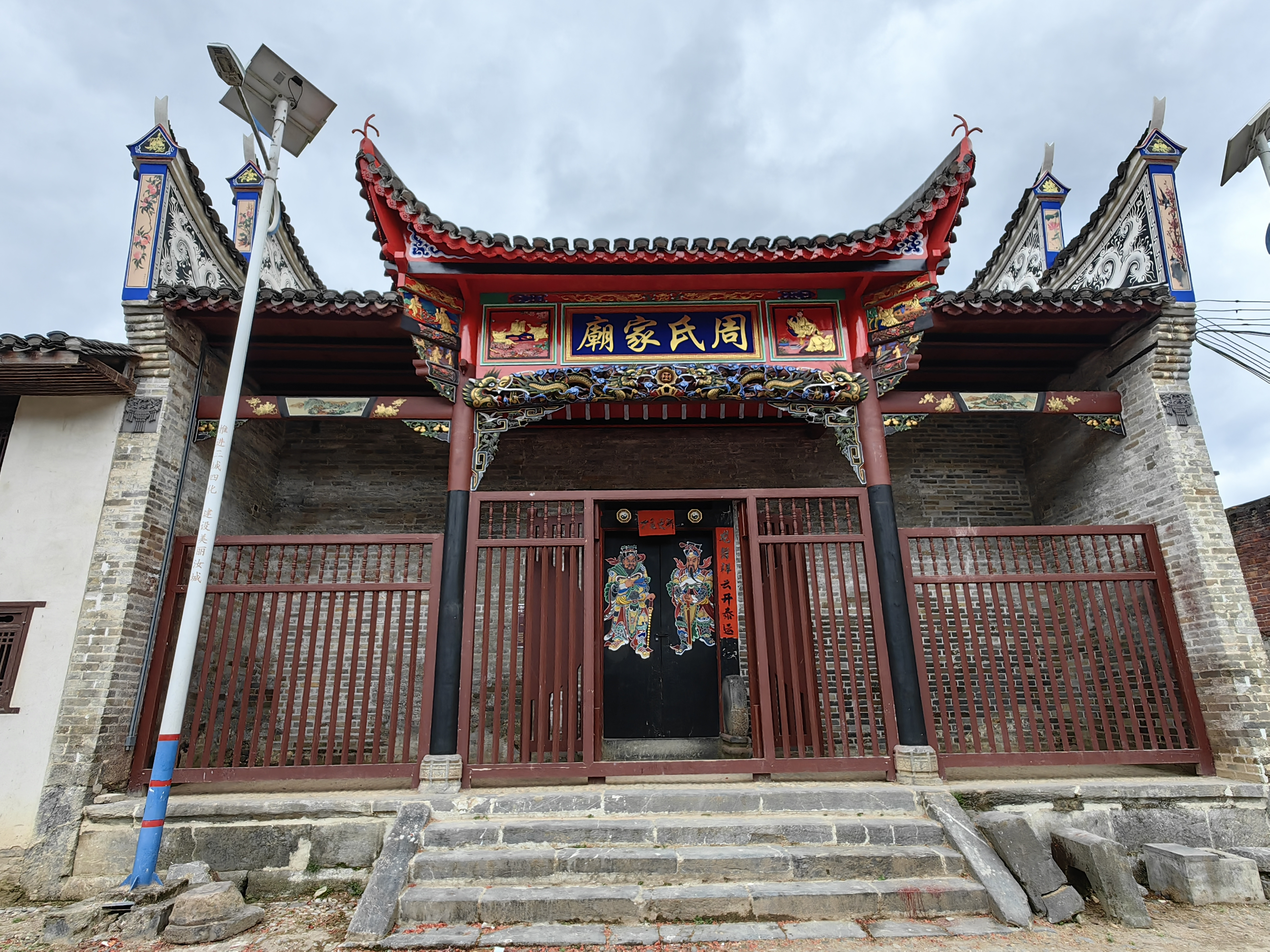
周氏家庙

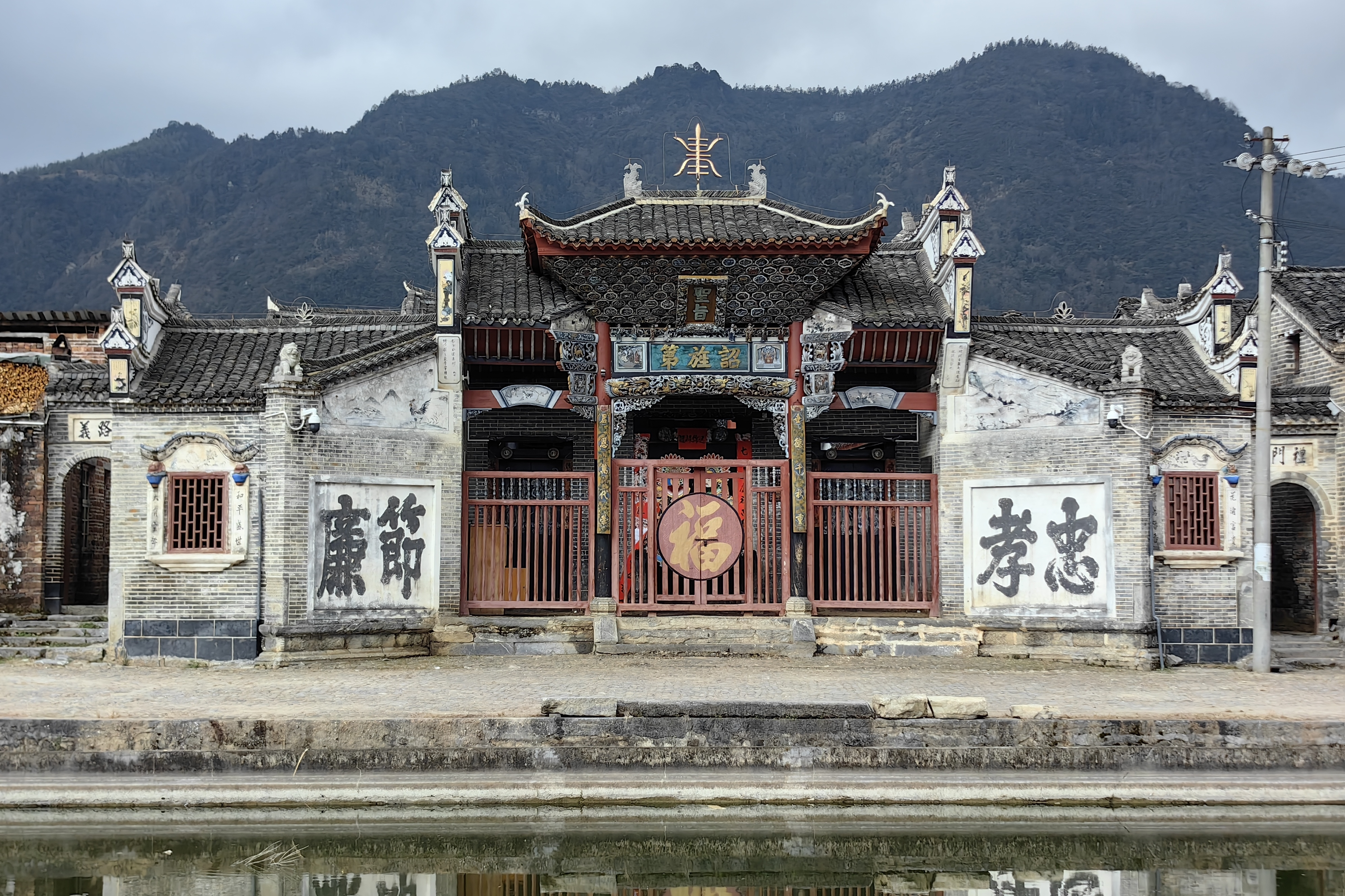
周氏宗祠

位于永丰乡先锋村。是一处始建于明朝成化18年（1482年）。

### 朱氏祠堂
位于城郊乡津江村，始建于明嘉靖三十六年（1557年）。

### 朱氏总祠

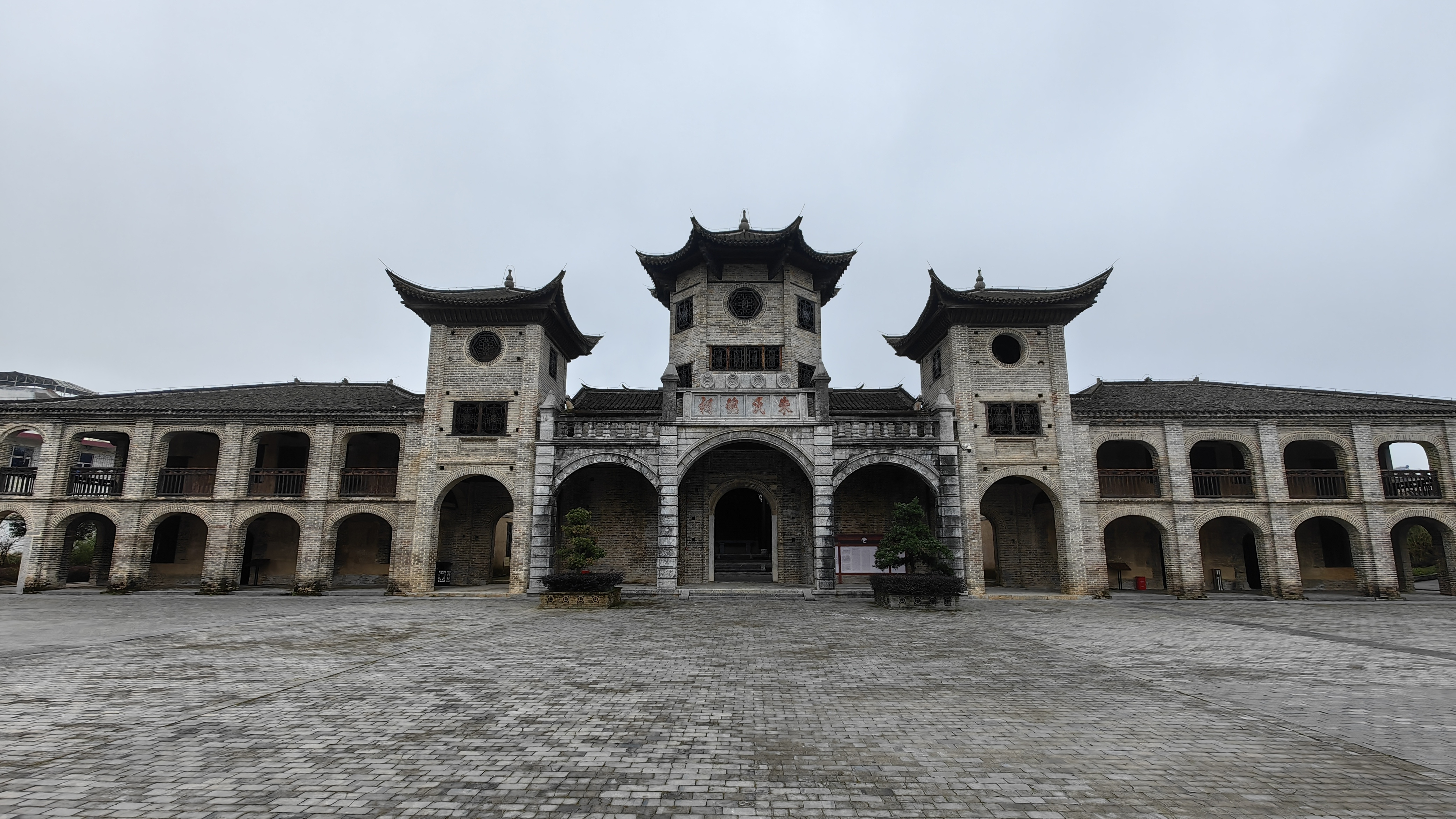
朱氏总祠

位于城关镇新井村，建于民国三十五年（1946年）。

### 范氏家庙

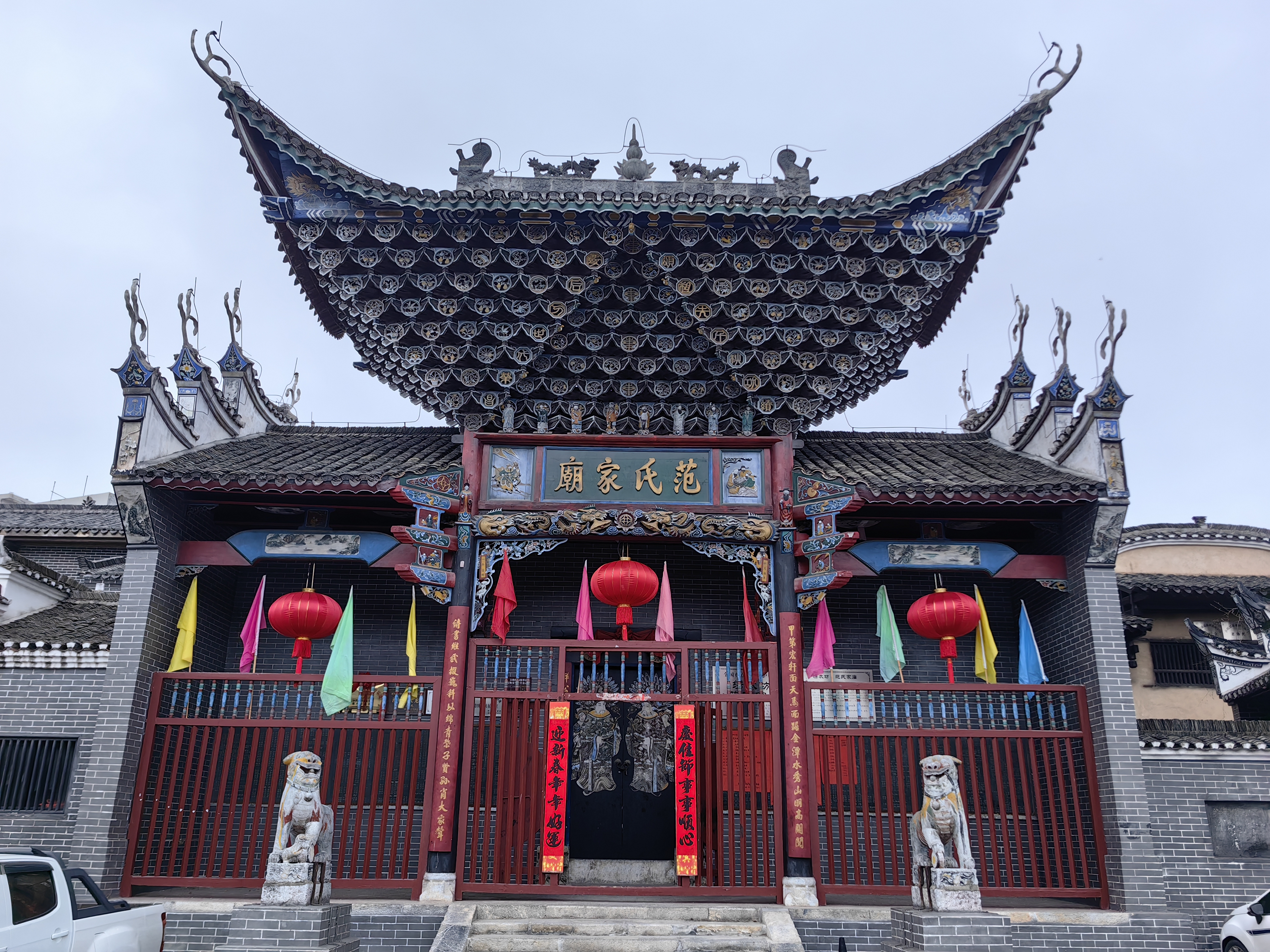
范氏家庙

位于城郊乡益道村，始建于明成化二十一年（1485年）。

### 中丞公祠

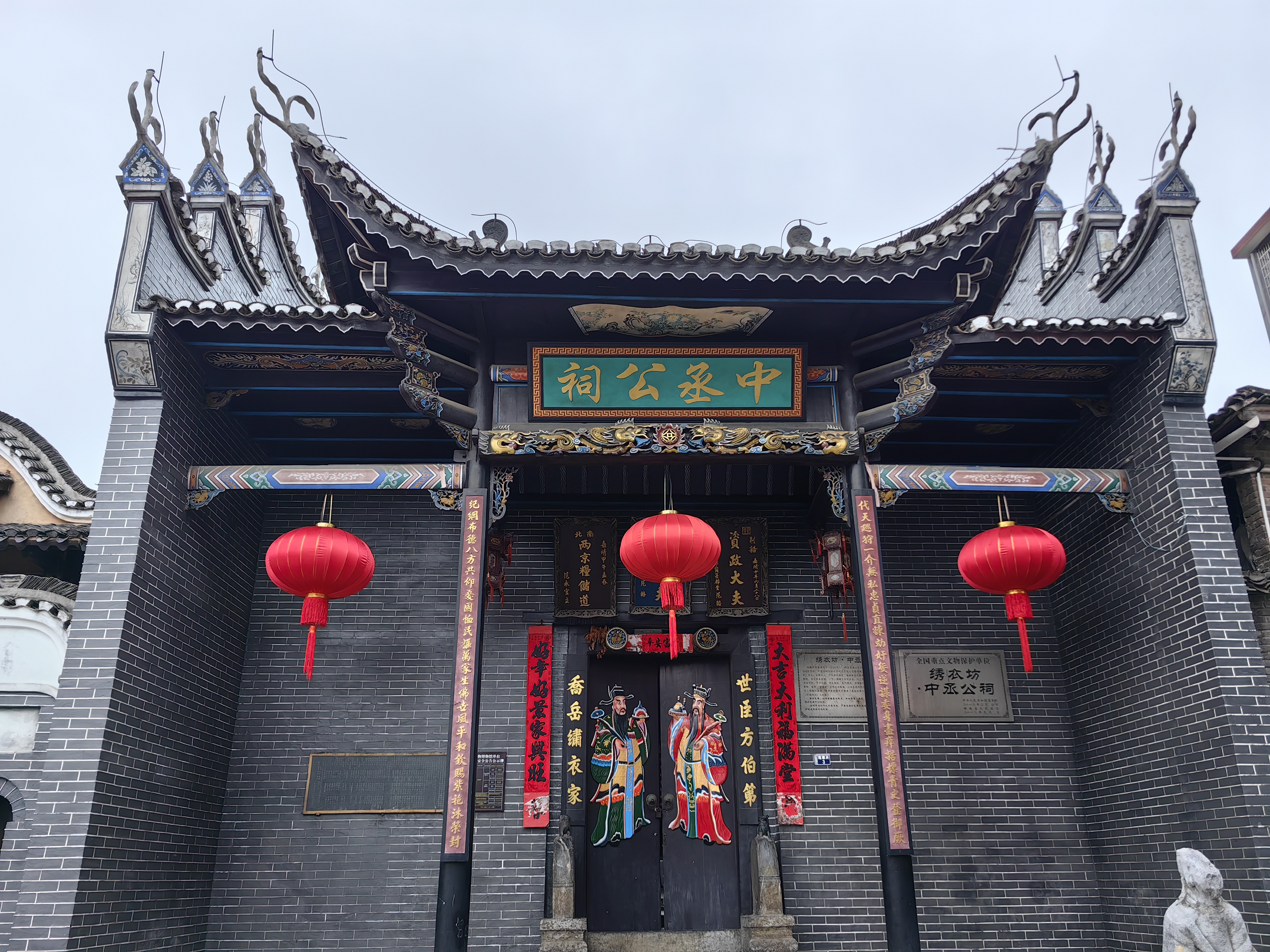
中丞公祠

位于城郊乡益道村，始建于明嘉靖壬午年（1522年），与绣衣坊同为纪念范辂而建。

### 黄氏家庙
位于田庄乡洪流村，始建于清道光二十六年（1846年）。